# (32634) Sonjamichaluk
(32634) Sonjamichaluk est un astéroïde de la ceinture principale.

## Description
(32634) Sonjamichaluk est un astéroïde de la ceinture principale. Il fut découvert le 12 septembre 2001 à Socorro par le projet LINEAR. Il présente une orbite caractérisée par un demi-grand axe de 2,70 UA, une excentricité de 0,05 et une inclinaison de 6,9° par rapport à l'écliptique.